# 法国通信
法国通信（法語：Télécommunications en France）十分发达。通过光纤连接的电话系统和同轴电缆与地面天线服务的广播电视系统覆盖着法国全境。蜂窝电话系统和海外漫游也十分普及，并且仍在在增长。

## 历史
法国是经合组织国家中互联网连接费用最低的国家之一。电信公司提供的集成互联网、电话和电视三种功能的宽带盒子是法国资费便宜的主要原因。
从2005至2011年，法国的通信资费整体下降了7 %。提供着300000个就业岗位、每年吸引64亿欧元投资的电信行业是法国最具吸引力的产业。法国经济增长的四分之一都来自电信行业（2000直2008年间）。

## 资费

### 月开销
电信行业原来的一部分固定电话业务收入现在转入了互联网接入业务，这也是法国电话资费越来越便宜的原因。

## 固定电话
法国固定电话业务基本由 Orange 公司垄断（前身是国企法国电信）。

### 国际连接
法国与其他国家的通信主要靠地面卫星站和地面或海底光缆连接。

## 移动通信
法国现在共有四家移动通信运营商：Orange、SFR、Bouygues Telecom、Free，四家公司都有 2G、3G和4G牌照。在2012年之前，拥有自己独立的基站网络的运营商只有三家（Free Mobile 在2012年开始独立建设基站）。法国的虚拟运营商加剧了行业的竞争。
Free Mobile 在2009年12月获得 3G 牌照并从2012年开始商用。
法国的通信卫星  Telecom 1 (TC1) 和 Telecom 2A 提供给付费用户高速信息传输服务。法国本土与海外属地的通信也由卫星保障。